# Lefter Koka
Lefter Koka (sinh ngày 4 tháng 8 năm 1964) là chính khách người Albania. Trước đây, ông từng giữ chức vụ làm Bộ trưởng Môi trường và Du lịch Albania từ ngày 15 tháng 9 năm 2013 đến ngày 13 tháng 9 năm 2017.

## Bê bối
Năm 2023, Tòa án Albania đã kết án ông Lefter Koka 6 năm 8 tháng tù vì có hành vi lạm quyền, rửa tiền và nhận hối lộ 3,7 triệu euro trong hợp đồng xây dựng lò đốt rác ở thành phố Fier. Ngoài ra, tòa án đã kết án 4 doanh nhân và 7 quan chức khác từ 2 đến 8 năm tù.